# Messkännchen

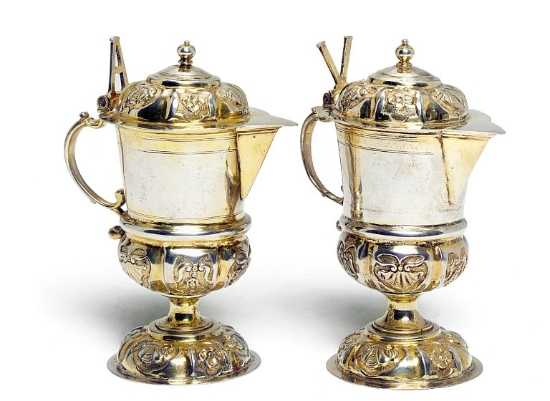
Meßkännchen teilvergoldet, mit A für Wasser, gekennzeichnet, das andere mit V für Wein. Ignaz Saler (1738–1764), Augsburg

Messkännchen, kirchenlateinisch auch als urceolus oder amula und in der Kunstgeschichte als Messpollen bezeichnet, sind sakrale Geräte für Wein und Wasser in der heiligen Messe der katholischen und der anglikanischen Kirche. Erwähnt wurden die Messkännchen zum ersten Mal in der Statuta ecclesiae antiqua aus dem 5. Jahrhundert, regelmäßig wurden sie erst ab dem 12. Jahrhundert verwendet.
Bei der Eucharistiefeier werden zwei mit Messwein und Wasser gefüllte Kännchen herbeigebracht, die aus edlen Metallen, z. B. Silber, Kupfer, Messing oder Zinn oder auch aus Glas, heute gelegentlich auch aus Keramik angefertigt sind. Während der Gabenbereitung werden Wein und ein wenig Wasser in den Kelch gegossen und vermischen sich somit. Der Wein steht als Symbol für die göttliche Natur Jesu Christi, das Wasser für seine menschliche Natur.
Die ornamentale und formale Gestalt der Kännchen richtet sich nach dem jeweils herrschenden Kunststil der verschiedenen Zeiten. Bereits aus romanischer Zeit sind künstlerisch gestaltete Kännchen erhalten. Während in Italien die Kännchen mit einer dünnen Ausgießröhre versehen sind, haben sie in Frankreich die Form von Fläschchen oder kleinen Krügen. Sie stehen auf einem Tablett, das auch bei der Händewaschung des zelebrierenden Priesters das Wasser auffängt. Sind sie aus undurchsichtigem Material, können sie mit V (für lat. Vinum ‚Wein‘) und A (für Aqua ‚Wasser‘) gekennzeichnet sein. Zur Kelchgarnitur gehört oft auch ein Kelchlöffelchen, mit dem der Zelebrant aus dem Kännchen ein wenig Wasser in den Kelch geben kann. 
Im festlichen Gottesdienst kann der Wein in einer geschmückten Kanne bei der Gabenprozession zum Bischof oder Priester gebracht und das Wasserkännchen an der Kredenz bereitgestellt werden. Die Händewaschung kann auch mit einer eigenen Kanne und einem Becken erfolgen.